# Modlitebna

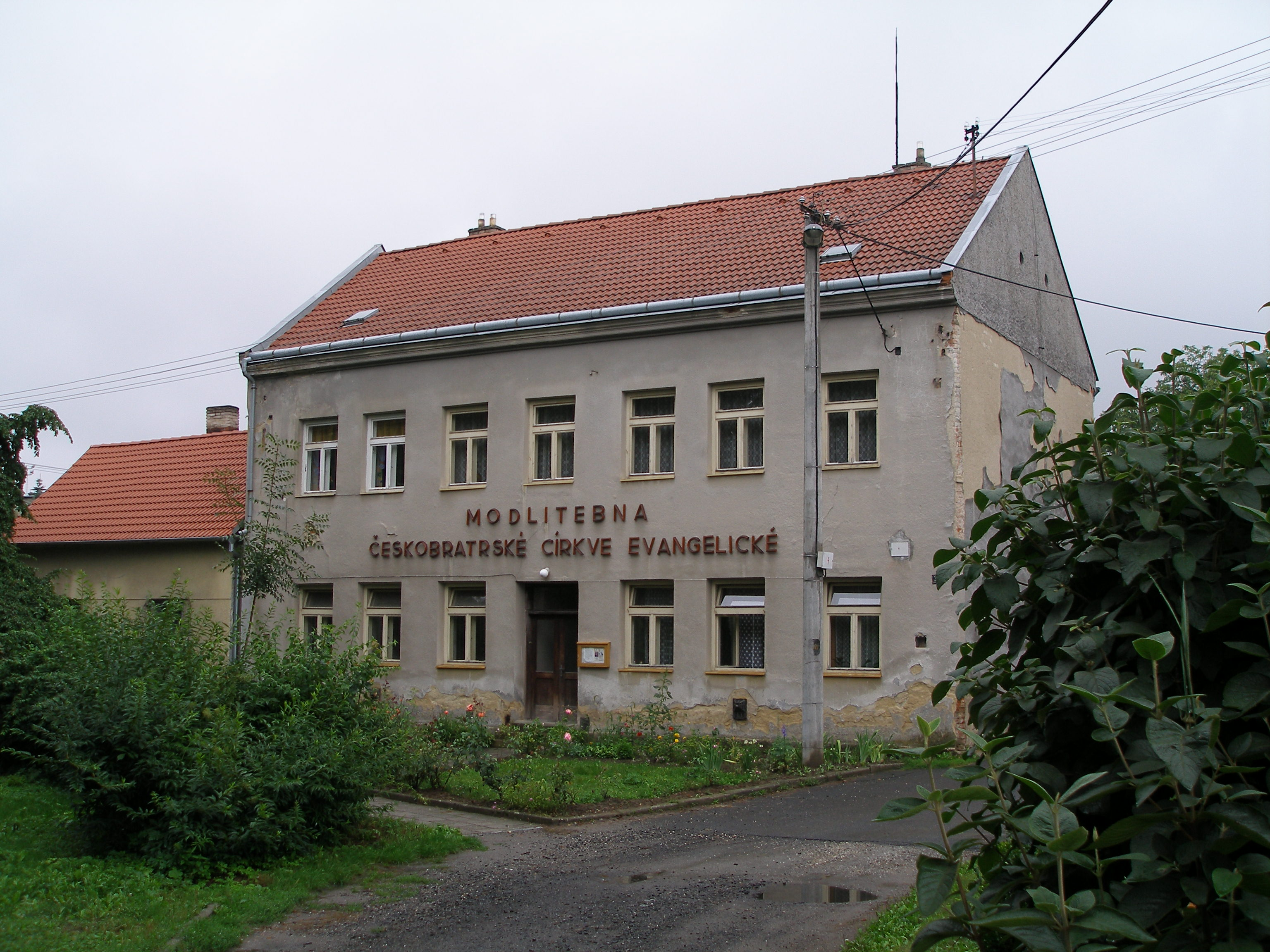
Modlitebna Českobratrské církve evangelické v Napajedlech

Modlitebna je označení pro stavbu, soubor místností či místnost (např. ve sborovém domě), která slouží k bohoslužebnému shromáždění podobně jako chrám, případně pouze k modlitbě jako oratorium.
V Čechách a na Moravě se tento termín historicky váže k pojmu toleranční modlitebna, tj. tolerančním patentem za omezujících pravidel povolené bohoslužebné stavby tolerančních církví.
Dnes je v některých protestantských církvích, například v Církvi bratrské, používán výhradně tento termín jako oficiální označení prostorů či staveb určených k bohoslužbám.
Jiné, například Českobratrská církev evangelická (ČCE), používají též obvyklý termín kostel a rozlišení je založeno na stavebním provedení. Jako modlitebna je v ČCE někdy označována místnost v budově sborového domu, vyhrazená ke konání bohoslužeb. Ve sborovém domě bývá také byt duchovního, případné další byty, místnosti určené ke konání jiných menších shromáždění (biblických hodin, shromáždění dětí a mládeže, schůzí starších, ...), knihovna, sborový archiv apod.
V judaismu je modlitebna a synagoga místem modliteb. Jde o dva typy staveb, mezi kterými nelze jednoduše stanovit hranici. Obecně jsou židovské modlitebny charakteristické tím, že bohoslužebný účel neovlivňuje základní stavební a architektonický ráz domu. Modlitebny se přitom nacházely především v místech s menší či chudší židovskou obcí.